# Sieraków (gmina)
Sieraków – gmina miejsko-wiejska w województwie wielkopolskim, w powiecie międzychodzkim na Pojezierzu Międzychodzko-Sierakowskim. W latach 1975–1998 gmina położona była w województwie poznańskim. Siedzibą gminy jest miasto Sieraków.
Według danych z 31 grudnia 2019 roku gminę zamieszkiwało 8713 osób.

## Położenie i podział administracyjny

### Sąsiedniegminy
- Chrzypsko Wielkie (powiat międzychodzki, woj.wielkopolskie),
- Kwilcz (pow. międzychodzki, woj.wielkopolskie),
- Międzychód (pow. międzychodzki, woj.wielkopolskie),
- Wronki (powiat szamotulski, woj.wielkopolskie),
- Drawsko (powiat czarnkowsko-trzcianecki, woj.wielkopolskie),
- Drezdenko (powiat strzelecko-drezdenecki, woj.lubuskie)

### Sołectwa
Gmina dzieli się administracyjnie na:
- 1 miasto (Sieraków), będące siedzibą gminy.
- 15 jednostek pomocniczych, zwanych sołectwami, w których skupione jest 28 wiejskich jednostek osadniczych.

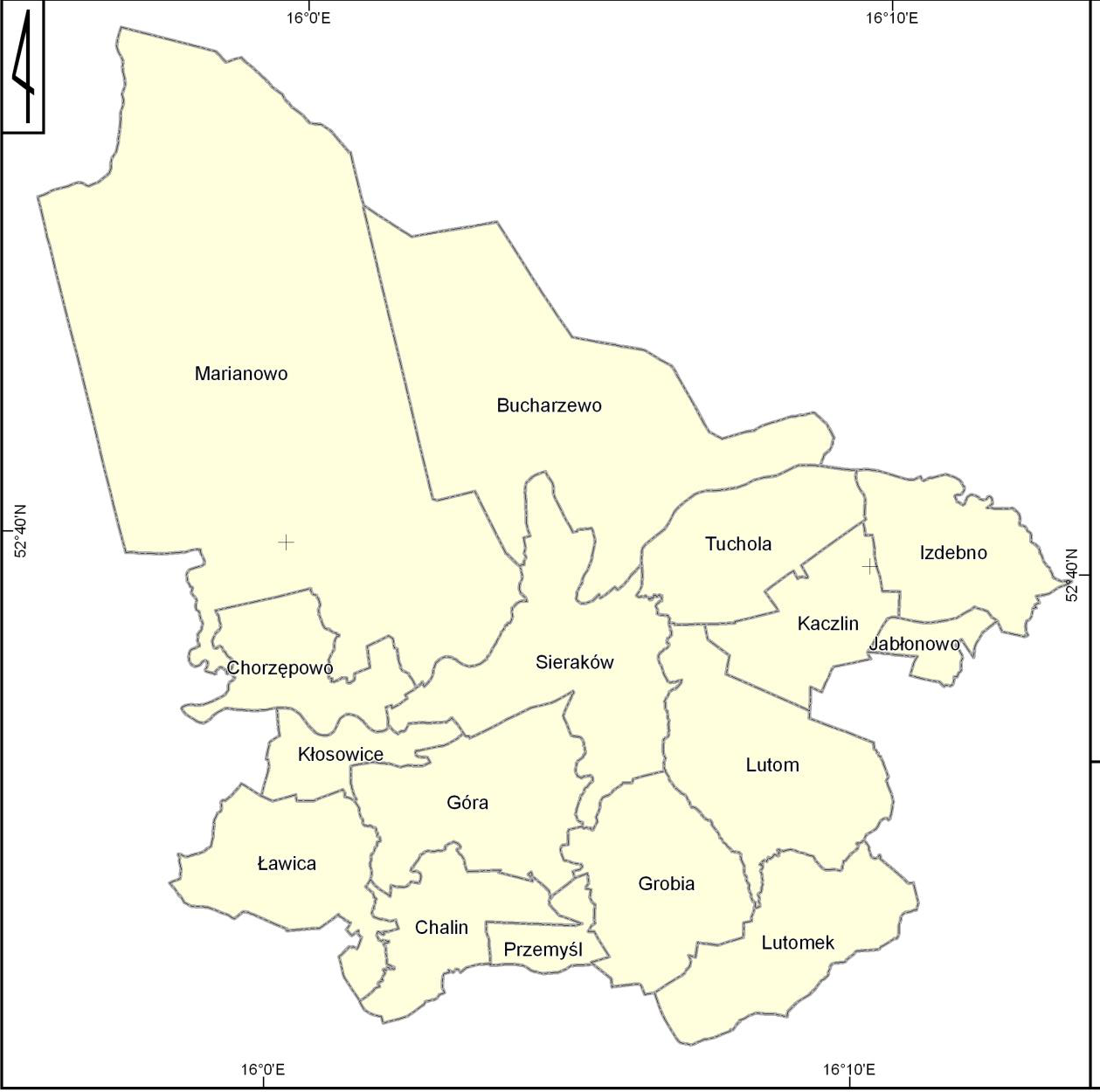
Podział na sołectwa gminy Sieraków.

| Nazwa wsi sołeckiej | Ludność (stan na 1.10.10) | Ludność (stan na 1.10.12) | Powierzchnia (km²) | Gęstość zaludnienia (osób/km²) | L. miejscowości w sołectwie | Miejscowości w sołectwie (typ)                                                                                    |
| ------------------- | ------------------------- | ------------------------- | ------------------ | ------------------------------ | --------------------------- | --- |
| Bucharzewo          | 124                       | 125                       | 28,17              | 4,4                            | 4                           | Dębowiec (orzysiółek) Jeleniec (osada śródleśna) Jeziorno (osada śródleśna) Lichwin (leśniczówka)                 |
| Chalin              | 23                        | 25                        | 6,38               | 3,9                            | 1                           | |
| Chorzępowo          | 102                       | 98                        | 6,42               | 15,3                           | 2                           | Kobylarnia (wieś)                                                                                                 |
| Góra                | 175                       | 184                       | 10,94              | 16,8                           | 1                           | Góra (osada leśna)                                                                                                |
| Grobia              | 334                       | 340                       | 9,70               | 35                             | 1                           | |
| Izdebno             | 212                       | 208                       | 7,91               | 26,3                           | 1                           | |
| Jabłonowo           | 63                        | 61                        | 1,92               | 31,8                           | 1                           | |
| Kaczlin             | 379                       | 382                       | 6,54               | 58,4                           | 1                           | |
| Kłosowice           | 130                       | 132                       | 5,32               | 24,8                           | 1                           | |
| Lutom               | 522                       | 531                       | 12,72              | 41,7                           | 1                           | |
| Lutomek             | 159                       | 164                       | 9,30               | 17,6                           | 1                           | |
| Ławica              | 186                       | 185                       | 9,49               | 19,5                           | 1                           | |
| Marianowo           | 119                       | 127                       | 65,60              | 1,9                            | 8                           | Błoto (leśn.) Borowy Młyn (leśn.) Czapliniec (leśn.+ os.śródl.) Gospódka (leśn.) Kukułka (leśn.) Pławiska (leśn.) |
| Przemyśl            | 121                       | 120                       | 2,31               | 51,9                           | 2                           | Śrem (wieś) |
| Tuchola             | 62                        | 68                        | 6,49               | 10,5                           | 1                           | |
|                     | 2711                      | 2750                      | 189,23             | 14,5                           | 28                          | |

#### Klasy wielkościowe wsi
Do największych wsi na terenie gminy należą): Lutom (531 osoby, Kaczlin (382), Grobia (340), Izdebno (208) i Ławica (185).
- Średnia liczba mieszkańców wsi sołeckiej – 183 mieszkańców / sołectwo
- Średnia liczba mieszkańców jednostki wiejskiej – 98 mieszkańców / miejscowość

| rodzaj      | przedział ludnościowy | ilość | wsie sołeckie                                                                      |
| ----------- | --------------------- | ----- | ---------------------------------------------------------------------------------- |
| bardzo duże | pow. 1001 mieszk.     | 0     | –                                                                                  |
| duże        | 501–1000 mieszk.      | 1     | Lutom                                                                              |
| średnie     | 301–500 mieszk.       | 2     | Grobia, Kaczlin                                                                    |
| małe        | 151–300 mieszk.       | 4     | Izdebno, Ławica, Góra, Lutomek                                                     |
| bardzo małe | pon. 150 mieszk.      | 8     | Marianowo, Bucharzewo, Przemyśl, Kłosowice, Chorzępowo, Tuchola, Jabłonowo, Chalin |

## Warunki naturalne
Gmina zlokalizowana jest na terenie Pojezierza Poznańskiego w części potocznie nazywanej Pojezierzem Międzychodzko-Sierakowskim.
Środkową część przecina rzeka Warta, biegnąca przez takie miejscowości w gminie jak Bucharzewo, Tucholę, Marianowo, Kłosowice, Chorzępowo oraz miasto Sieraków. W północnej części znajduje się Puszcza Notecka. Gmina położona jest w atrakcyjnym regionie turystycznym. Wody powierzchniowe (głównie liczne jeziora polodowcowe) stanowią około 8% powierzchni, a lasy blisko 60%. Z tego powodu w 1991 roku utworzono tu Sierakowski Park Krajobrazowy, chroniący krajobraz polodowcowy.

### Struktura powierzchni
Według danych z roku 2002 gmina Sieraków ma obszar 203,31 km² (co stanowi 27,6% powierzchni powiatu), w tym:
- użytki rolne: 29%
- użytki leśne: 57%
- wody: 8%

### Wody
Tereny Gminy Sieraków są bogate w zasoby wodne. Przez gminę przepływa rzeka Warta, która dzieli gminę na dwie części różniące się od siebie pod względem litologicznym. Charakterystycznym elementem obszaru Gminy Sieraków jest występowanie licznych jezior. Łączna powierzchnia wszystkich jezior na terenie gminy Sieraków wynosi 1280,56 ha. Oprócz nich również występują mniejsze zbiorniki wodne i stawy.

#### Cieki
Najważniejszą rzeką przepływającą przez gminę jest Warta. Cały obszar gminy leży w jej dorzeczu. Drugim pod względem ważności ciekiem, uchodzącym w gminie do Warty, jest rzeka Oszczynica (hydr. Osiecznica), licząca niespełna 31 km długości. Poza tym sieć cieków wodnych uzupełniają liczne strugi, z których najdłuższe są: Struga Jaroszewska, Bielina, Śremska i Górska.
| lp | nazwa cieku        | typ    | długość (całkowita km) |
| --- | ------------------ | ------ | ---------------------- |
| 1 | Warta              | rzeka  | 808,2 [A]              |
| 2 | Osiecznica         | rzeka  | 30,6 [B]               |
| 3 | Struga Śremska     | struga | 11,1                   |
| 4 | Struga Jaroszewska | struga | 7,0                    |
| 5 | Bielina            | struga | 6,7 [C]                |
| 6 | Struga Górska      | struga | 5,6                    |
| 7 | Struga Prusimska   | struga | 3,0                    |
| 8 | Struga Kłosowska   | struga | 1,1                    |
| 9 | Struga Barlińska   | struga | 0,9                    |
| 10 | Struga Kobylińska  | struga | 0,7                    |
| 11 | Struga Lichwińska  | struga | 0,6                    |
| - A^ Na terenie gminy Sieraków, Warta biegnie na długości około 20 km - B^ Na terenie gminy Sieraków, Osiecznica biegnie na długości około 9,5 km - C^ Na terenie gminy Sieraków, Bielina biegnie na długości około 2,8 km |                    |        |                        |

#### Jeziora[8]
W gminie znajduje się około 40 jezior powyżej 1 ha.
| lp | nazwa jeziora | wieś/obręb | typ      | powierzchnia [ha] | max głębokość [m] |
| -- | ------------- | ---------- | -------- | ----------------- | ----------------- |
| 1  | Lutomskie     | Lutom      | rynnowe  | 174,70            | 15                |
| 2  | Kłosowskie    | Marianowo  | rynnowe  | 142,09            | 14                |
| 3  | Śremskie      | Chalin     | morenowe | 120,11            | 45                |
| 4  | Barlin        | Chorzępowo | rynnowe  | 108,59            | 3,2               |
| 5  | Jaroszewskie  | Sieraków   | morenowe | 91,72             | 35,7              |
| 6  | Ławickie      | Ławica     | morenowe | 90,69             | 18                |
| 7  | Krzymień      | Izdebno    | morenowe | 77,17             | 33,1              |
| 8  | Kubek         | Bucharzewo | rynnowe  | 73,05             | 3,5               |
| 9  | Lichwin       | Bucharzewo | rynnowe  | 48,92             | 5,1               |
| 10 | Wielkie       | Góra       | morenowe | 37,14             | 8,6               |

## Ochrona przyrody
Teren Sierakowskiego Parku Krajobrazowego:
- Rezerwaty:
  - Czaple Wyspy (1957),
  - Buki nad jez. Lutomskim (1958),
  - Cegliniec (1960),
  - Mszar nad jez. Mnich (1967),

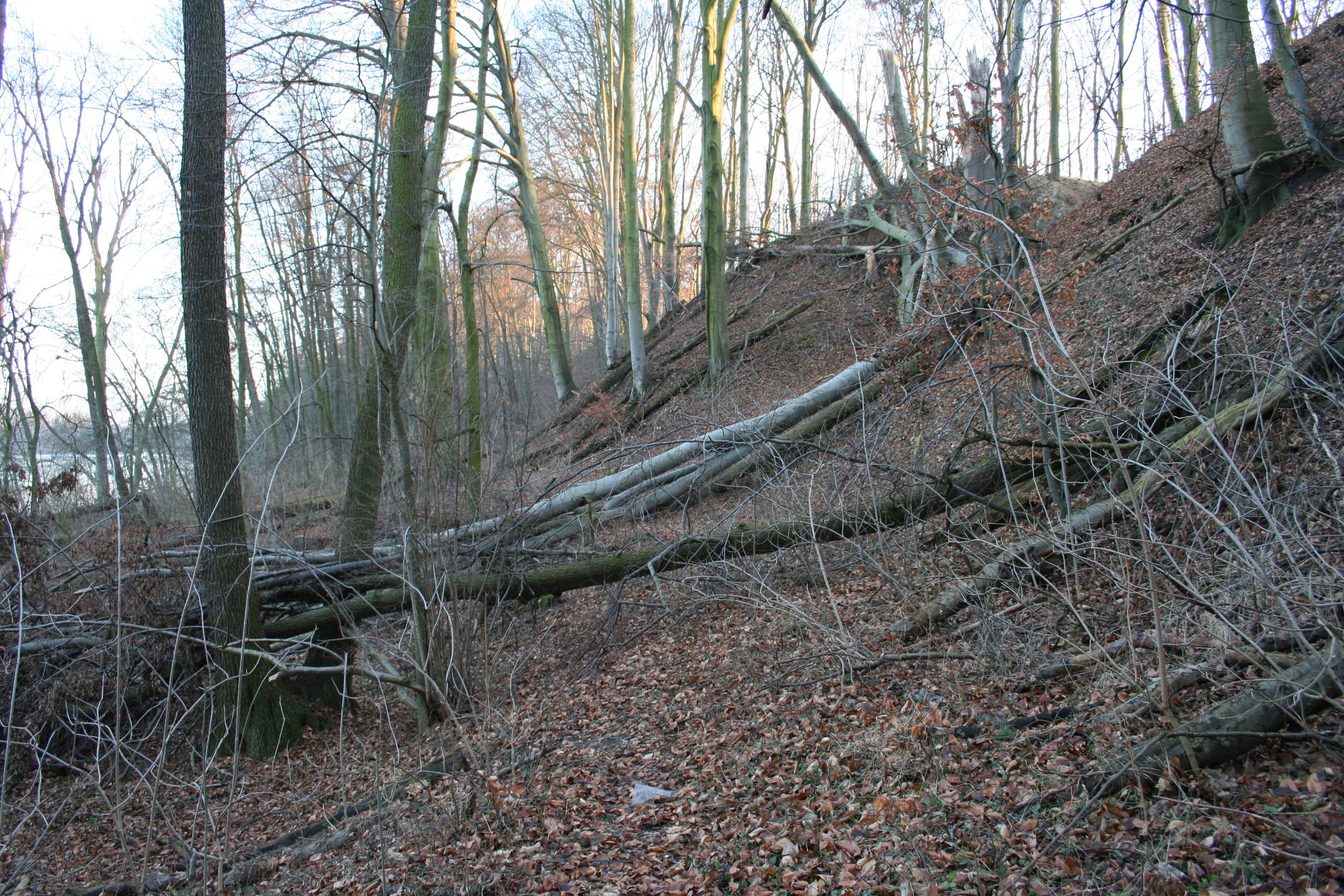
Wiatrołomy po wiosennych wichurach w rezerwacie „Buki”

  - Bukowy Ostrów – na pograniczu z gminą Kwilcz (2006).

Obszar Natura 2000
- „Ostoja Sieraków”
- Puszcza Notecka
- Jezioro Kubek

## Demografia

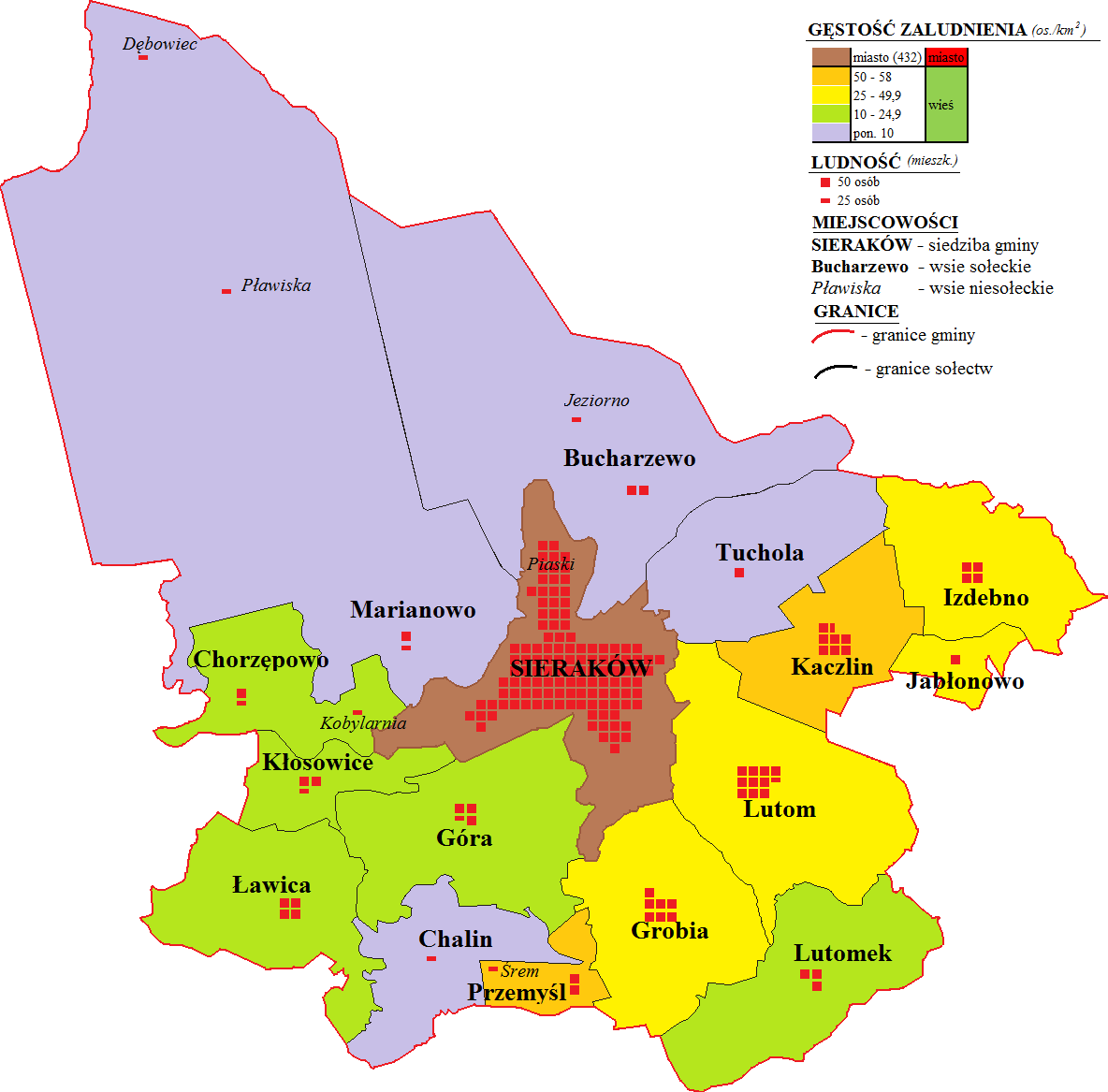
Przestrzenne rozmieszczenie ludności w gminie Sieraków

Gmina jest przedostatnia pod względem gęstości zaludnienia na terenach wiejskich w województwie wielkopolskim. Osób przypadających na 1 km² powierzchni na terenach niezurbanizowanych jest zaledwie 14.
Siedziba gminy, czyli miasto Sieraków liczyło na końcu 2009 roku 6090 mieszkańców, co stanowi 36% ludności miejskiej powiatu.
Według danych z 31 grudnia 2009 gminę zamieszkiwały 8763 osoby, co stanowiło 24% ludności powiatu.

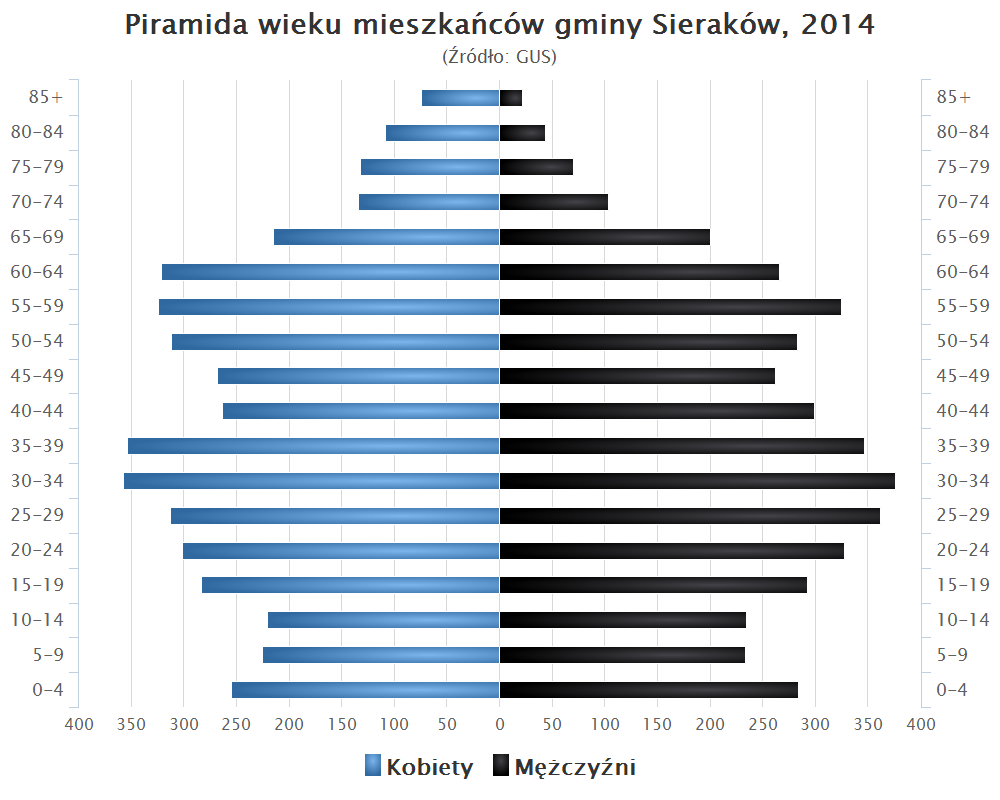
Piramida wieku mieszkańców gminy Sieraków w 2014 roku

Dane z 31 grudnia 2009:
| Opis                              | Ogółem | Ogółem | Kobiety | Kobiety | Mężczyźni | Mężczyźni |
| --------------------------------- | ------ | ------ | ------- | ------- | --------- | --------- |
| jednostka                         | osób   | %      | osób    | %       | osób      | %         |
| populacja                         | 8763   | 100    | 4451    | 50,8    | 4312      | 49,2      |
| gęstość zaludnienia (mieszk./km²) | 43,1   | 43,1   | 21,9    | 21,9    | 21,2      | 21,2      |

## Transport i komunikacja

### Drogi
Wewnętrzny układ drogowy na terenie miasta Sieraków ma charakter promienisty, dośrodkowy. Na rynku (Plac Powstańców Wielkopolskich) krzyżują się 3 ciągi drogowe łączące Sieraków z drogami wojewódzkimi i pośrednio z przyległymi gminami.
Przez teren miasta i gminy przebiegają drogi wojewódzkie, powiatowe i gminne.
Zgodnie z klasyfikacją obowiązującą od 1 stycznia 1999 roku, tj. po wprowadzeniu reformy administracyjnej kraju, przez gminę Sieraków przebiega:
- 5 dróg wojewódzkich[14]:
  - DW 133
  - DW 150
  - DW 182
  - DW 186
  - DW 198
- 7 dróg powiatowych:

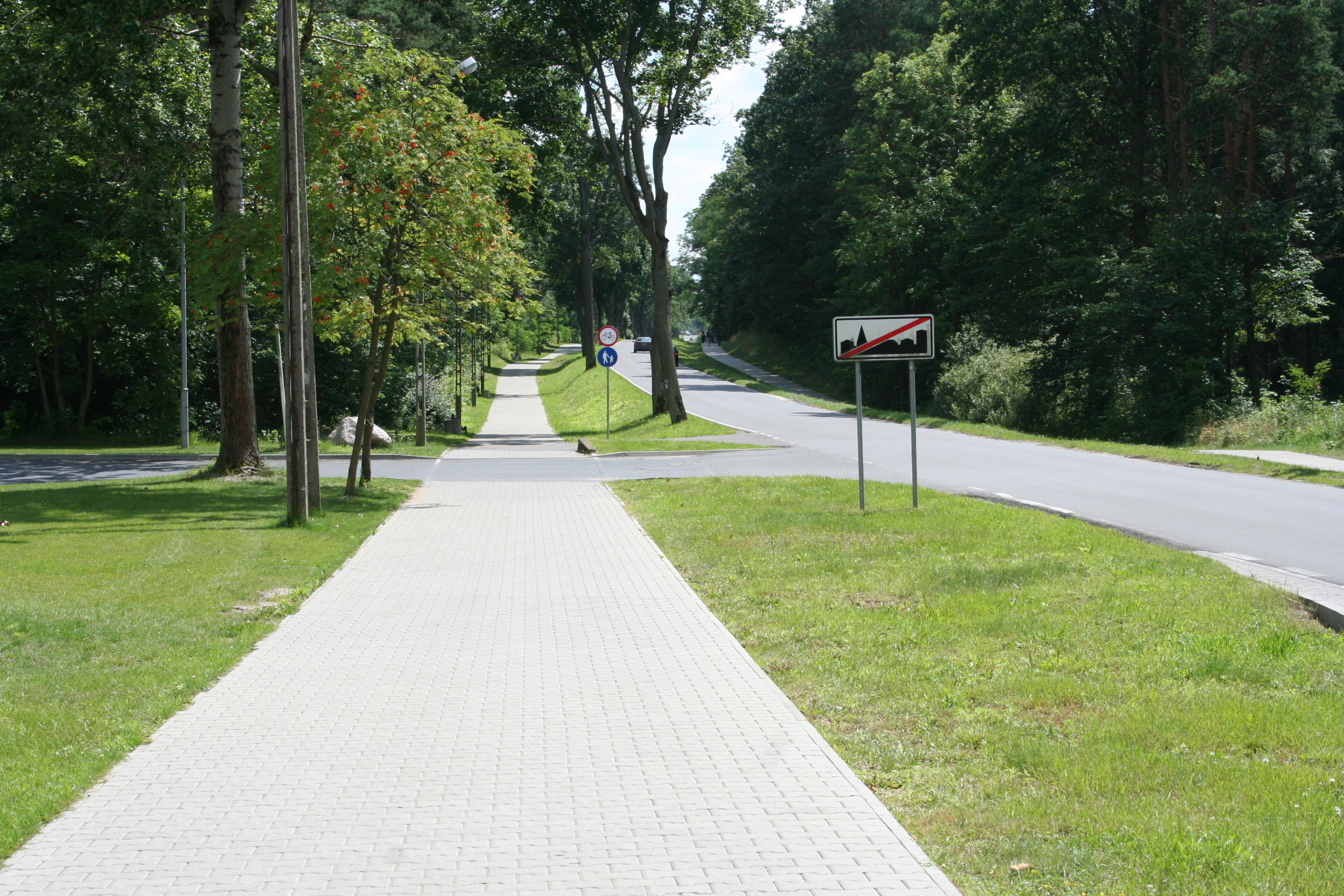
Przykład drogi powiatowej. Droga powiatowa nr 101 na odcinku Sieraków–Grobia.

- - nr 32101: Upartowo DW 186 – Jaroszewo – Sieraków,
  - nr 32115: Prusim – Ławica – skrzyżowanie z DW 182,
  - nr 32116: Kwilcz – Kurnatowice – Sieraków,
  - nr 32120: Lutomek – Lutom – Sieraków,
  - nr 32121: Lutom – Ryżyn – Kaczlin,
  - nr 32122: Jabłonowo – Izdebno,
  - nr 32171: Ryżyn – Jabłonowo.

- 28 dróg gminnych według Dziennika Urzędowego Województwa Poznańskiego Nr 13 z 27 grudnia 1986 roku. Drogi gminne mają w większości nawierzchnię gruntową. Na 92 km dróg gminnych, tylko 13 km, tj. 14%, posiada nawierzchnię twardą. W obszarze miasta Sieraków jest 11 km ulic lokalnych, a nawierzchnię twardą posiada 9 km, tj. 82%. Łącznie dróg gminnych i lokalnych miejskich jest 103 km.

Przez gminę nie przebiega żadna droga krajowa. Sieraków jest oddalony o 10 km od drogi krajowej nr 24:
- 24 Pniewy – Kwilcz – Gorzów Wielkopolski.

### Kolej
Trasę kolejową przechodzącą przez teren gminy Sieraków stanowi jednotorowa, niezelektryfikowana drugorzędna linia kolejowa nr 368 łącząca Szamotuły i Międzychód. Przecina ona od południowego wschodu na zachód część gminy Sieraków, odcinek ten ma długość około 11,5 km.
Usytuowane są przy niej 2 stacje kolejowe:

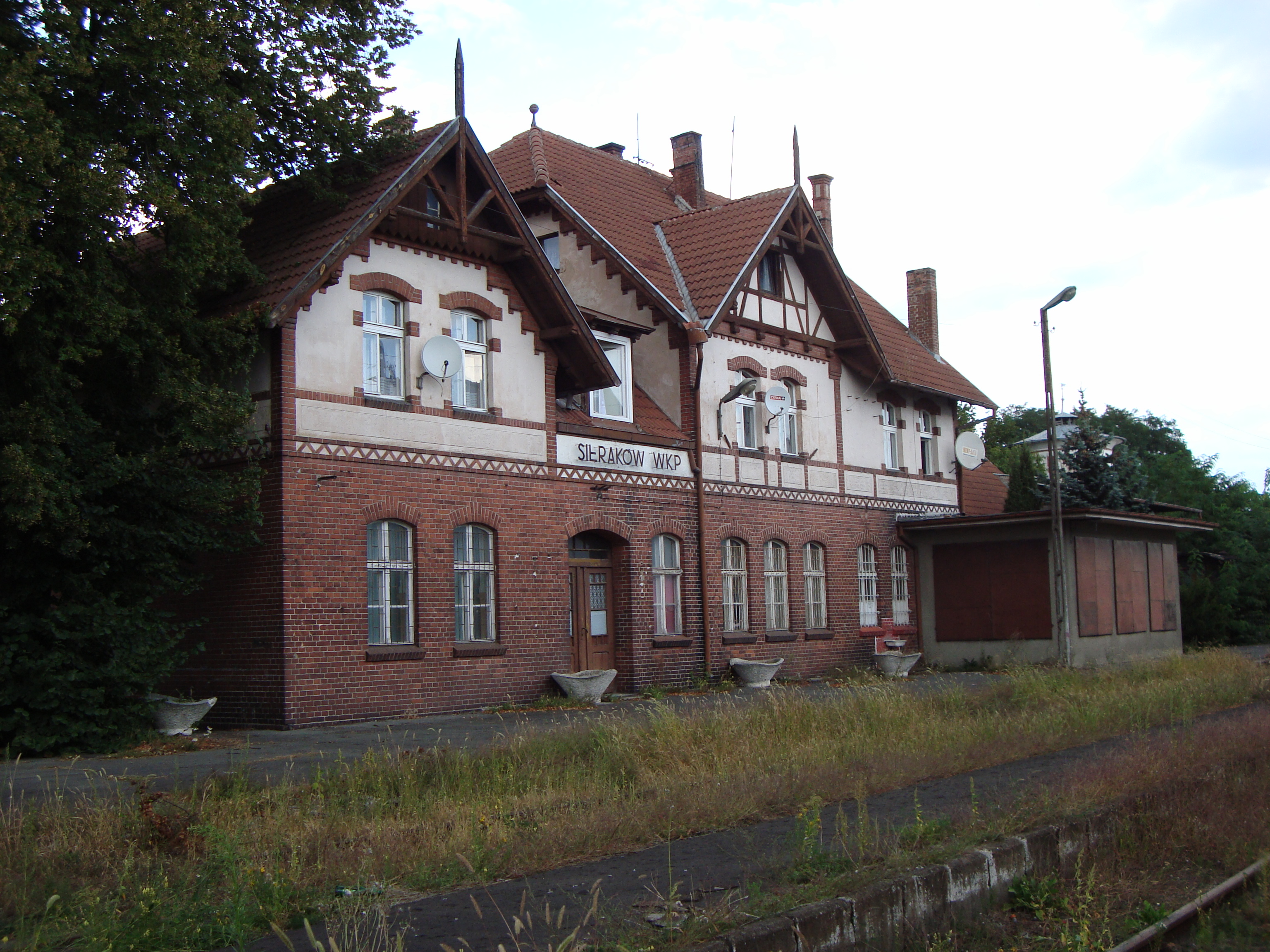
Nieczynny dworzec kolejowy w Sierakowie

- Sieraków, dysponującą bocznicą kolejową i rampami wyładowczymi,
- Kłosowice.

Z uwagi na małe zainteresowanie usługami świadczonymi przez PKP Linie Lokalne od roku 1995 ruch pociągów osobowych na trasie Szamotuły – Międzychód został zawieszony.
Najbliższa stacja kolejowa obsługująca ruch osobowy znajduje się około 20 km od Sierakowa w mieście Wronki.

## Turystyka

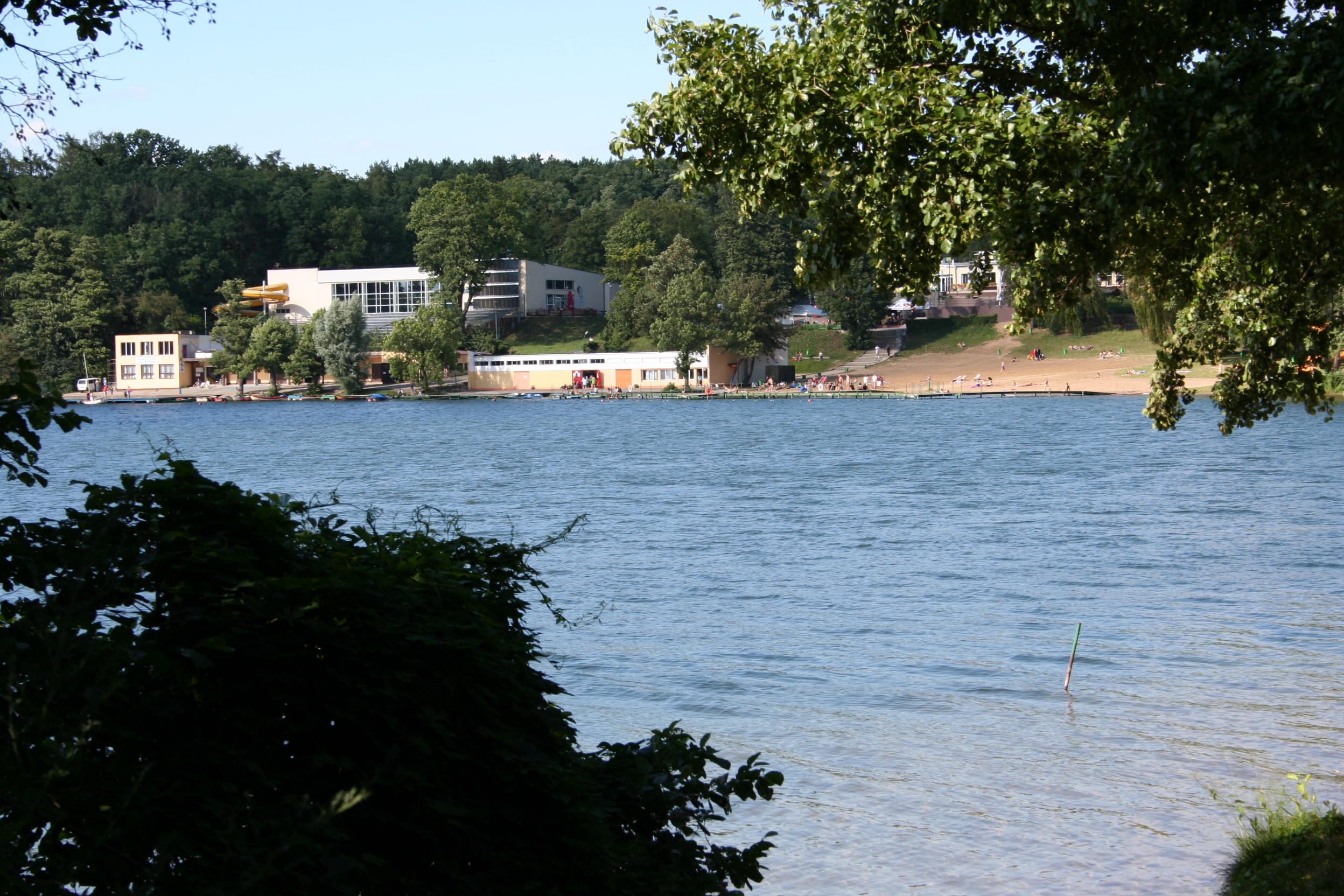
Strzeżone kąpielisko nad Jeziorem Jaroszewskim

Teren atrakcyjny turystycznie. Na wschodnim brzegu jeziora Jaroszewskiego rozwinął się duży kompleks wypoczynkowy, z licznymi ośrodkami wypoczynkowymi, polami biwakowymi, ośrodkami szkoleniowo-wypoczynkowymi etc. Do miejscowości uznanych za atrakcyjne turystycznie należą także Bucharzewo, Jeziorno, Ławica, Góra, Grobia oraz Chalin. W kilku rozwinęły się niewielkie ośrodki wypoczynkowe, kąpieliska i pola biwakowe.

### Aspekt ekonomiczny turystyki

#### Turyści[17]
Co roku gminę odwiedza stosunkowo duża liczba turystów. W 2008 roku do Sierakowa i okolic przyjechało 21810 osób. Rok ten był jednak jednym z gorszych, ponieważ liczba przyjezdnych kształtuje się z reguły na poziomie 25–30 tys. osób. Najlepszy pod tym względem był rok 2004, w którym to gminę odwiedziło 35720 osób.
W 2008 roku ponad 80% turystów przyjeżdżających do powiatu międzychodzkiego odwiedziło właśnie gminę Sieraków.
Na jednego mieszkańca gminy przypada średnio corocznie około 3 turystów.

#### Turyści zagraniczni
Gmina (jak i cały powiat międzychodzki) nie należą do popularnych miejsc wypoczynku dla gości z zagranicy. W całym powiecie liczba zagranicznych turystów oscyluje w granicach 500–1300 osób (około 1–3% wszystkich turystów).
W gminie na przestrzeni lat 2003–2008 odsetek turystów zagranicznych wynosił średnio skromne 1,5%. Mimo wszystko w stosunku do całego powiatu gmina Sieraków przyjmuje co trzeciego (lata 2003–2005, 2008) lub co drugiego (lata 2006–2007) obcokrajowca. W tym wypadku często przewyższa lub dorównuje jej Gmina Międzychód.
Powyższa tendencja wskazuje, że okolice Sierakowa mogą stać się wkrótce popularnym miejscem wypoczynku dla obcokrajowców, ze względu na ciągle niewielkie poznanie walorów turystycznych gminy.
| rok                              | 2003  | 2004  | 2005  | 2006  | 2007  | 2008  |
| -------------------------------- | ----- | ----- | ----- | ----- | ----- | ----- |
| liczba turystów                  | 299   | 408   | 363   | 412   | 431   | 164   |
| % wsz. turystów                  | 1,25% | 1,14% | 1,52% | 1,54% | 1,70% | 0,75% |
| % wsz. turystów zagr. w powiecie | 36,3% | 37,6% | 28,5% | 49,2% | 52,4% | 33,8% |

#### Baza noclegowa
Źródło
W 2008 roku gmina dysponowała około 67% wszystkich miejsc noclegowych w powiecie, w tym aż 77% (420 z 543) miejsc całorocznych. Mimo że gmina ciągle może się poszczycić dużą bazą noclegową, na przestrzeni lat obserwuje się spadek liczby miejsc noclegowych. Na przełomie XX i XXI wieku gmina posiadała ponad 1600 takich miejsc, jednakże mniejszy był wtedy stosunek miejsc całorocznych (około 17%).
W miarę spadku liczby turystów likwidowano bądź modernizowano niektóre ośrodki wypoczynkowe, przez co liczba miejsc skurczyła się do poziomu około 1200–1300 miejsc noclegowych.
Wzrósł jednak odsetek miejsc noclegowych całorocznych- w co trzecim lokum można przenocować przez cały rok.

#### Agroturystyka
W bardziej atrakcyjnych turystycznie i rekreacyjnych miejscowościach gminy gospodarstwa rolne i stadniny otwierają gospodarstwa agroturystyczne.

Zgodnie ze stanem z początku września 2012 roku w gminie funkcjonowało 15 gospodarstw agroturystycznych.
| lp | nazwa                                                    | miejscowość | adres                     | liczba miejsc | atrakcje                                                                                             | źródło |
| -- | -------------------------------------------------------- | ----------- | ------------------------- | ------------- | --- | ------ |
| 1  | Chata Zbójców                                            | Bucharzewo  | Bucharzewo 16             | 35            | konie, pikniki w puszczy, ogniska, biesiady zbójeckie, nordic walking                                | [ 19 ] |
| 2  | Agroturystyka Gawra                                      | Chorzępowo  | Chorzępowo 42             | 8             | konie, paintball, kulig, pole namiotowe, palenisko                                                   | [ 20 ] |
| 3  | Agroturystyka Chorzępowo – Przystań                      | Chorzępowo  | Chorzępowo 79             | 2 pokoje      | ryby, łódki, rowery, konie, wędzarnia                                                                | [ 21 ] |
| 4  | "Pod Lipą" Halina i Andrzej Nawroccy                     | Chorzępowo  | Chorzępowo                | 24            | grill, kort tenisowy, tenis stołowy, siatkówka, plac zabaw, palenisko                                | [ 22 ] |
| 5  | Zagroda z wiatrakiem                                     | Góra        | Góra 20D                  | 12            | rowery, strzelanie z łuku, palenisko, grill, zwierzęta gospodarskie, łowisko, siatkówka              | [ 23 ] |
| 6  | HI – TECH Agriculture (dawniej Pod Bukami)               | Grobia      | Grobia 14                 | b/d           | b/d                                                                                                  | [ 18 ] |
| 7  | Lila i Wiesław Nowaczyk (dawniej Swoboda)                | Grobia      | Grobia – Sprzeczno 37     | b/d           | zdrowa żywność, udział w pracy rolnika, zbiór ziół i grzybów, wędkowanie, punkt widokowy Góra Głazów | [ 18 ] |
| 8  | "Hubertusik" Elżbieta i Jerzy Knopp                      | Kaczlin     | Kaczlin–Olendry           | 6             | stadnina, zwierzęta gospodarskie                                                                     | [ 18 ] |
| 9  | Elżbieta i Stanisław Weber ORION – agroturystyka, masaże | Lutom       | Lutom 37                  | 8             | tradycyjna polska kuchnia, pole namiotowe, zwierzęta gospodarskie, rowery, masaże                    | [ 24 ] |
| 10 | Agrupuchacz                                              | Marianowo   | Marianowo 12/1            | 12            | wiejskie wyroby i przetwory, rowery, konie, ogniska                                                  | [ 25 ] |
| 11 | Gościniec                                                | Sieraków    | Wieleńska 25              | 23            | plac zabaw, boisko sportowe, tenis stołowy, grill, pole namiotowe, minizoo, wędkowanie               | [ 26 ] |
| 12 | Gościniec Hubertus                                       | Sieraków    | Przedszkolna 8            | b/d           | Restauracja, konie, zielone szkoły                                                                   | [ 18 ] |
| 13 | Jaś i Marysia                                            | Sieraków    | Poznańska 28              | 6             | Jez. Jaroszewskie, TKKF, grill                                                                       | [ 18 ] |
| 14 | "Na Morenie" Małgorzata Matalewska                       | Sieraków    | Okręg Wieleński 3, Piaski | 30            | plac zabaw, jazda konna, palenisko, grill, łowisko                                                   | [ 27 ] |
| 15 | "W zieleni..." Genowefa i Edmund Wicenty                 | Sieraków    | Okręg Wieleński 6, Piaski | 12            | ognisko, grill, jazda bryczką, rowery, uprawa pieczarek i sezonowy skup grzybów                      | [ 18 ] |

#### Udzielone noclegi
Źródło
W gminie Sieraków corocznie udziela się średnio około 80 tys. noclegów. Najlepszy pod tym względem był przełom XX i XXI wieku. Udzielano wtedy ponad 100 tys. noclegów. Turyści wybierali wtedy dłuższy pobyt w okolicy Sierakowa, który trwał przeciętnie około 7 dni (rok 1997. Wówczas ważny był aspekt poznawczy gminy, w którym to odkrywano różne walory przyrodnicze i kulturalne gminy.
W ostatnich latach turyści, z reguły okolic Poznania preferują krótsze- około 3-dniowe, weekednowe wypady za miasto. Sieraków pod tym względem jest uprzywilejowany: dość dobry dojazd komunikacyjny, stosunkowo niedalekie położenie od aglomeracji, liczne walory turystyczne. Z tego powodu gmina stała się ciekawą i szybką alternatywą spędzania wolnego weekendu.
W 2008 roku w gminie udzielono 77429 nolcegów. W stosunku do poprzedniego roku był to spadek o prawie 4%. W stosunku do całego powiatu, liczba udzielonych noclegów stanowiła około 77%, z ponad 100 tysięcy ogółem.

### Aktywna turystyka
Ze względu na położenie na terenie Sierakowskiego Parku Krajobrazowego, w gminie wytyczono szereg pieszych i rowerowych lokalnych szlaków turystycznych.

#### Turystyka piesza
Przez gminę przebiega 7 pieszych szlaków turystycznych PTTK
- Sowia Góra → Międzychód → Zatom Stary (gm.Międzychód) → Ławica → Chalin → Prusim (gm. Kwilcz) → Kamionna → rez. "Dolina Kamionki" → Mnichy → Łowyń (gm.Międzychód) → Nowe Gorzycko (gm. Pszczew) → Wierzbno (gm. Przytoczna) (68,6km)
- Gorzycko → Międzychód-rynek → jez. Koleńskie (gm.Międzychód) → Ławica → Góra → Sieraków → przez Wartę → Bucharzewo → Kobusz → Miały  (gm.Wronki) (59,6 km)
- rez. "Kolno Międzychodzkie" → Zielona Chojna → Aleksandrowo → Międzychód → przez Wartę → Przedlesie → Radgoszcz → Kaplin → Radusz (gm.Międzychód) → "Matecznik" Błoto → Kukułka → rez. "Czaple Wyspy" → rez. "Mszar n.jez. Mnich" → Kobylarnia → szlak  – Sieraków (44,8 km)

- Sieraków → rez. Buki nad j.Lutomskim → Sośnia- punkt widokowy "Góra Głazów" → Kurnatowice (gm. Kwilcz) → Prusim (gm. Kwilcz) → prom na Warcie → Zatom Nowy (gm.Międzychód) → Kukułka → jez. Lichwin → Jez. Bucharzewskie → Chojno (gm. Wronki) → Mokrz (65,1 km)
- Nojewo gm. Wronki → jez. Wielkie → Mylin (gm.Chrzypsko Wielkie) → jez. Krzymień – Tuchola → Sieraków → Marianowo- dąb "Józef" → rez. Mszar → rez. Cegliniec → dalej przez Puszczę Notecką: Borowy Młyn → Kobusz → Piłka (gm.Międzychód)  (56,1km)
- I Góra → Grobia → jez. Jaroszewskie → Sieraków → Lesionki → Lutom → Lutomek → szlak  (19,3 km)
- III Kwilcz → Rozbitek (gm. Kwilcz) → szlak  → Chalin → Kłosowice (16 km)

#### Turystyka rowerowa
Przez gminę przebiegają 2 wojewódzkie szlaki rowerowe. Dodatkowo wytyczono sieć 5 tras rowerowych wokół Sierakowa.
- "Nadwarciański Szlak Rowerowy" (NSR) Międzychód – Zatom Nowy (gm.Międzychód) → Sieraków → Piaski → Bucharzewo → Wronki → Oborniki → Poznań (ok. 120 km)
- R8 Wojewódzka Trasa "Szlak Stu Jezior" (SSJ) Międzychód → Jez. Koleńskie → Kolno → Kamionna (gm.Międzychód) → Prusim (gm. Kwilcz) → Chalin → Góra- Jez. Wielkie → Sieraków → Lesionki → Ryżyn (gm.Chrzypsko Wielkie) → Chrzypsko Wielkie → Łężeczki → Białokosz → Gnuszyn (gm.Chrzypsko Wielkie) (46,1 km) → Szamotuły, gdzie łączy się z Transwielkopolską Trasą Rowerową- odcinkiem płn. TTR -N i prowadzi do Poznania (110,8 km)

- Szlak Do Stada – z rynku w Sierakowie przez ulicę Zamkową i Stadninę do Stada Ogierów (0,6 km)
- Szlak Akademicki – przez Puszczę Notecką: Bucharzewo → Lichwin → Pławiska → Błoto → Chorzępowo → Kobylarnia → Marianowo → Sieraków → Jaroszewo (44 km)
- Szlak Dzikich Zakątków – z Bucharzewa → Sieraków → leśniczówka Góra → Popowo (gm.Międzychód) → do trasy wojewódzkiej  R8 "Szlak Stu Jezior" (18 km)
- Szlak Krajobrazowy – z Tucholi → Kaczlin → Lutom → Lutomek → Grobia → Góra (21,7 km)
- Szlak Przez Prom – z Chorzępowa → Zatom Nowy → prom na Warcie → Zatom Stary (gm.Międzychód) → do Ławicy (7 km)

## Zabytki
Lista ważniejszych zabytków gminy, z podziałem na poszczególne miejscowości:
- Bucharzewo:
  - cmentarz ewangelicki z 2 poł. XIX w.,
  - dom, obecnie schronisko turystyczne z 1860 r.,
- Chalin – dwór z poł. XIX w. z zespołem budynków folwarcznych,
- Lutom – kościół z lat 1753–1762 r.,
- Lutomek – zespół dworski z poł. XIX w.
- Lutom – zespół dworski i folwarczny z poł. XIX/XX w.,
- Sieraków

## Miasta partnerskie
- Vodňany  Czechy
- Schönberg  Niemcy
- kanton Bécherel  Francja
- gmina Soleczniki  Litwa
- Horné Srnie  Słowacja